# Ulrich J. Winter
Ulrich J. Winter (* 17. März 1951 in Köln; † 10. April 2018 in Essen) war ein deutscher Mediziner im Fachgebiet Kardiologie und Angiologie.

## Leben
Winter studierte Humanmedizin an der Universität zu Köln. 1976 machte er in Köln sein medizinisches Staatsexamen. 1977 wurde er an der Westfälischen Wilhelms-Universität Münster promoviert und zum Arzt approbiert. 1981 erwarb er die Zusatzbezeichnung Sportmedizin, 1986 den Facharzt als Internist, 1988 als Kardiologe, 1995 als Angiologe. Er hat seit 1998 eine eigene Praxis in Essen-Stadtwald.
1988 erhielt er die venia legendi für das Fach Innere Medizin an der Medizinischen Fakultät der Universität zu Köln. 1993 wurde Winter zum außerplanmäßigen Professor (auf Lebenszeit) für Innere Medizin, Kardiologie und Angiologie in Köln ernannt.
Winter verstarb 2018.

## Schriften
- Computerized Cardiopulmonary Exercise Testing, Steinkopff Dr. Dietrich 1991, ISBN 3-7985-0859-3
- Thoracic Impedance Measurements in Clinical Cardiology, Thieme Stuttgart 1994, ISBN 3-13-119501-0, zusammen mit Reinhard K. Klocke, W. G. Kubicek
- Herzschrittmacher- und Defibrillator- Infektionen. Prävention, Diagnostik, Therapie., Thieme Stuttgart 1994, ISBN 3-13-119601-7, zusammen mit Max Zegelmann
- Belastungsuntersuchungen bei Herz-, Kreislauf-, Gefäß- und Lungenerkrankungen, Thieme Stuttgart 1994, ISBN 3-13-795701-X, zusammen mit Georg Mager
- Modernes Krankenhaus- Management, Thieme Stuttgart 1998, ISBN 3-13-104631-7, zusammen mit Georg V. Sabin, Volker Rötzscher